# Paris-Tours 2004
La 98e édition de la course cycliste Paris-Tours, qui s'est déroulée le dimanche 10 octobre 2004, est remportée par le Néerlandais Erik Dekker, champion des Pays-Bas, au terme d'une échappée dont il est le seul rescapé.

## Equipes participantes
25 équipes participent à ce Paris-Tours
- AG2R Prévoyance
- Alessio-Bianchi
- Brioches La Boulangère
- Chocolade Jacques-Wincor Nixdorf
- Cofidis-Le Crédit par Téléphone
- Crédit Agricole
- Domina Vacanze
- Euskaltel-Euskadi
- Fassa Bortolo
- Fdjeux.com
- Gerolsteiner
- Illes Balears-Banesto
- Lampre
- Liberty Seguros
- Lotto-Domo
- Mrbookmaker.com-Palmans
- Phonak Hearing Systems
- Quick Step-Davitamon
- Rabobank
- R.A.G.T. Semences-MG Rover
- Saeco
- Saunier Duval-Prodir
- T-Mobile
- Team CSC
- US Postal-Berry Floor

## Récit de la course
Une échappée de cinq coureurs (Erik Dekker, Vladimir Gusev, Manuel Quinziato, Bram Tankink, Eric Berthou) se forme au vingt-cinquième kilomètres. Gusev et Dekker, derniers rescapés de l'échappée, sont rattrapés à une dizaine de kilomètres de l'arrivée. Dekker ressort cependant du peloton (en compagnie de Matthias Kessler) à  quatre kilomètres de l'arrivée. Le Néerlandais réussit à résister jusqu'au bout au peloton. Celui-ci est réglé par Danilo Hondo devant Oscar Freire.

## Classement final
|    | Coureur          | Pays      | Équipe          |    | Temps           |
| -- | ---------------- | --------- | --------------- | -- | --------------- |
| 1  | Erik Dekker      | Pays-Bas  | Rabobank        | en | 5 h 33 min 03 s |
| 2  | Danilo Hondo     | Allemagne | Gerolsteiner    | +  | m.t.            |
| 3  | Óscar Freire     | Espagne   | Rabobank        |    | m.t.            |
| 4  | Allan Davis      | Australie | Liberty Seguros |    | m.t.            |
| 5  | Stuart O'Grady   | Australie | Cofidis         |    | m.t.            |
| 6  | Paolo Bettini    | Italie    | Quick Step      |    | m.t.            |
| 7  | Matthias Kessler | Allemagne | T-Mobile        |    | m.t.            |
| 8  | Uroš Murn        | Slovénie  | Phonak          |    | m.t.            |
| 9  | Jaan Kirsipuu    | Estonie   | AG2R Prévoyance |    | m.t.            |
| 10 | Eddy Mazzoleni   | Italie    | Saeco           |    | m.t.            |

## Coupe du monde UCI

### Barèmes

#### Individuel
Des points sont attribués pour les meilleurs coureurs de chaque course selon le barème suivant :
| Classement         | 1   | 2  | 3  | 4  | 5  | 6  | 7  | 8  | 9  | 10 | 11 | 12 | 13 | 14 | 15 | 16 | 17 | 18 | 19 | 20 | 21 | 22 | 23 | 24 | 25 |
| ------------------ | --- | -- | -- | -- | -- | -- | -- | -- | -- | -- | -- | -- | -- | -- | -- | -- | -- | -- | -- | -- | -- | -- | -- | -- | -- |
| Éditions 1997-2004 | 100 | 70 | 50 | 40 | 36 | 32 | 28 | 24 | 20 | 16 | 15 | 14 | 13 | 12 | 11 | 10 | 9  | 8  | 7  | 6  | 5  | 4  | 3  | 2  | 1  |

À partir de 1997, le coureur afin d'être pris en compte dans le classement général final, doit participer à six des 10 courses.

#### Par équipes
Un classement des équipes a également été mis en place. Lors de chaque course, on additionne les places des trois premiers coureurs de chaque équipe. L'équipe avec le total le plus faible reçoit 12 points au classement des équipes, la deuxième équipe en reçoit neuf, la troisième équipe en reçoit huit et ainsi de suite jusqu'à la dixième équipe qui marque un point.
À partir de 1997, l'équipe afin d'être prise en compte dans le classement général final, doit participer à huit des 10 courses.

### Classement après l'épreuve
|    | Coureur             | Pays      | Équipe               |      | Points  |
| -- | ------------------- | --------- | -------------------- | ---- | ------- |
| 1  | Paolo Bettini       | Italie    | Quick Step-Davitamon | avec | 340 pts |
| 2  | Davide Rebellin     | Italie    | Gerolsteiner         |      | 327 pts |
| 3  | Óscar Freire        | Espagne   | Rabobank             |      | 252 pts |
| 4  | Erik Dekker         | Pays-Bas  | Rabobank             |      | 237 pts |
| 5  | Stuart O'Grady      | Australie | Cofidis              |      | 186 pts |
| 6  | Juan Antonio Flecha | Espagne   | Fassa Bortolo        |      | 140 pts |
| 7  | Steffen Wesemann    | Allemagne | T-Mobile             |      | 131 pts |
| 8  | Erik Zabel          | Allemagne | T-Mobile             |      | 108 pts |
| 9  | Peter Van Petegem   | Belgique  | Davitamon-Lotto      |      | 105 pts |
| 10 | Igor Astarloa       | Espagne   | Lampre               |      | 96 pts  |

## Liste des participants
- Liste de départ complète

| Légende | Légende                                                                    | Légende | Légende                                                    |
| ------- | -------------------------------------------------------------------------- | ------- | ---------------------------------------------------------- |
| Num     | Dossard de départ porté par le coureur sur ce Paris-Tours                  | Pos     | Position à l'arrivée de la course                          |
|         | Indique un maillot de champion national ou mondial, suivi de sa spécialité | NP      | Indique un coureur qui n'a pas pris le départ de la course |
| AB      | Indique un coureur qui n'a pas terminé la course                           | HD      | Indique un coureur qui a terminé la course hors des délais |

| Gerolsteiner GST | Gerolsteiner GST       | Gerolsteiner GST |
| ---------------- | ---------------------- | ---------------- |
| Num              | Coureur                | Pos              |
| 1                | Davide Rebellin (ITA)  | 13e              |
| 2                | Robert Förster (GER)   | 58e              |
| 3                | Danilo Hondo (GER)     | 2e               |
| 4                | Sebastian Lang (GER)   | 110e             |
| 5                | Marco Serpellini (ITA) | 60e              |
| 6                | Peter Wrolich (AUT)    | ?                |
| 7                | Markus Zberg (SUI)     | 45e              |
| 8                | Thomas Ziegler (GER)   | 98e              |

| T-Mobile TMO | T-Mobile TMO           | T-Mobile TMO |
| ------------ | ---------------------- | ------------ |
| Num          | Coureur                | Pos          |
| 11           | Steffen Wesemann (GER) | 86e          |
| 12           | Rolf Aldag (GER)       | 42e          |
| 13           | Eric Baumann (GER)     | 17e          |
| 14           | Cadel Evans (AUS)      | 104e         |
| 15           | Matthias Kessler (GER) | 7e           |
| 16           | Andreas Klier (GER)    | 49e          |
| 17           | Daniele Nardello (ITA) | 55e          |
| 18           | Stephan Schreck (GER)  | 129e         |

| Rabobank RAB | Rabobank RAB               | Rabobank RAB |
| ------------ | -------------------------- | ------------ |
| Num          | Coureur                    | Pos          |
| 21           | Oscar Freire (ESP) (Route) | 3e           |
| 22           | Steven De Jongh (NED)      | 36e          |
| 23           | Erik Dekker (NED) (Route)  | 1er          |
| 24           | Mathew Hayman (AUS)        | 40e          |
| 25           | Karsten Kroon (NED)        | 25e          |
| 26           | Joost Posthuma (NED)       | 82e          |
| 27           | Roy Sentjens (NED)         | 80e          |
| 28           | Marc Wauters (BEL)         | 46e          |

| Fassa Bortolo FAS | Fassa Bortolo FAS             | Fassa Bortolo FAS |
| ----------------- | ----------------------------- | ----------------- |
| Num               | Coureur                       | Pos               |
| 31                | Francesco Chicchi (ITA)       | 70e               |
| 32                | Fabian Cancellara (SUI) (CLM) | 85e               |
| 33                | Juan Antonio Flecha (ESP)     | 38e               |
| 34                | Alberto Ongarato (ITA)        | 69e               |
| 35                | Roberto Petito (ITA)          | 37e               |
| 36                | Fabio Sacchi (ITA)            | 52e               |
| 37                | Guido Trenti (USA)            | 22e               |
| 38                | Marco Velo (ITA)              | 57e               |

| Lotto-Domo LOT | Lotto-Domo LOT          | Lotto-Domo LOT |
| -------------- | ----------------------- | -------------- |
| Num            | Coureur                 | Pos            |
| 41             | Peter Van Petegem (BEL) | 16e            |
| 42             | Niko Eeckhout (BEL)     | ?              |
| 43             | Koos Moerenhout (NED)   | ?              |
| 44             | Gert Steegmans (BEL)    | 24e            |
| 45             | Léon van Bon (NED)      | 133e           |
| 46             | Stefan van Dijk (NED)   | 11e            |
| 47             | Kevin Van Impe (BEL)    | 106e           |
| 48             | Aart Vierhouten (NED)   | 132e           |

| Quick Step-Davitamon QST | Quick Step-Davitamon QST   | Quick Step-Davitamon QST |
| ------------------------ | -------------------------- | ------------------------ |
| Num                      | Coureur                    | Pos                      |
| 51                       | Paolo Bettini (ITA)        | 6e                       |
| 52                       | Davide Bramati (ITA)       | 138e                     |
| 53                       | Wilfried Cretskens (BEL)   | 63e                      |
| 54                       | Kevin Hulsmans (BEL)       | 78e                      |
| 55                       | Nick Nuyens (BEL)          | AB                       |
| 56                       | Luca Paolini (ITA)         | 152e                     |
| 57                       | Michael Rogers (AUS) (CLM) | 137e                     |
| 58                       | Bram Tankink (NED)         | 142e                     |

| Team CSC CSC | Team CSC CSC               | Team CSC CSC |
| ------------ | -------------------------- | ------------ |
| Num          | Coureur                    | Pos          |
| 61           | Jörg Jaksche (GER)         |              |
| 62           | Kurt Asle Arvesen (NOR)    |              |
| 63           | Thomas Bruun Eriksen (DEN) |              |
| 64           | Vladimir Gusev (RUS)       |              |
| 65           | Tristan Hoffman (NED)      |              |
| 66           | Frank Hoj (DEN)            |              |
| 67           | Lars Michaelsen (DEN)      |              |
| 68           | Brian Vandborg (DEN)       |              |

| US Postal-Berry Floor USP | US Postal-Berry Floor USP      | US Postal-Berry Floor USP |
| ------------------------- | ------------------------------ | ------------------------- |
| Num                       | Coureur                        | Pos                       |
| 71                        | Max van Heeswijk (BEL)         |                           |
| 72                        | Michael Creed (USA)            |                           |
| 73                        | Stijn Devolder (BEL)           |                           |
| 74                        | Benoit Joachim (LUX) (CLM)     |                           |
| 75                        | Jonathan Patrick McCarty (USA) |                           |
| 76                        | Guennadi Mikhailov (RUS)       |                           |
| 77                        | Benjamin Noval (ESP)           |                           |
| 78                        | Jurgen Van den Broeck (BEL)    |                           |

| Saeco SAE | Saeco SAE                | Saeco SAE |
| --------- | ------------------------ | --------- |
| Num       | Coureur                  | Pos       |
| 81        | Mirko Celestino (ITA)    |           |
| 82        |                          |           |
| 83        | Giosuè Bonomi (ITA)      |           |
| 84        | Stefano Casagranda (ITA) |           |
| 85        | Nicola Gavazzi (ITA)     |           |
| 86        | Gerrit Glomser (AUT)     |           |
| 87        | Eddy Mazzoleni (ITA)     |           |
| 88        |                          |           |

| Cofidis COF | Cofidis COF            | Cofidis COF |
| ----------- | ---------------------- | ----------- |
| Num         | Coureur                | Pos         |
| 91          | Stuart O'Grady (AUS)   |             |
| 92          | Bingen Fernandez (ESP) |             |
| 93          | Jimmy Casper (FRA)     |             |
| 94          | Jimmy Engoulvent (FRA) |             |
| 95          | Peter Farazijn (BEL)   |             |
| 96          | Dmitriy Fofonov (KAZ)  |             |
| 97          | Cédric Vasseur (FRA)   |             |
| 98          | Matthew White (AUS)    |             |

| Lampre LAM | Lampre LAM                  | Lampre LAM |
| ---------- | --------------------------- | ---------- |
| Num        | Coureur                     | Pos        |
| 101        | Igor Astarloa (ESP)         |            |
| 102        | Alessandro Ballan (ITA)     |            |
| 103        | Gianluca Bortolami (ITA)    |            |
| 104        | Paolo Bossoni (ITA)         |            |
| 105        | Alessandro Cortinovis (ITA) |            |
| 106        | Andrej Hauptman (SLO)       |            |
| 107        | Manuel Quinziato (ITA)      |            |
| 108        | Patxi Vila (ESP)            |            |

| Phonak PHO | Phonak PHO                 | Phonak PHO |
| ---------- | -------------------------- | ---------- |
| Num        | Coureur                    | Pos        |
| 111        | Niki Aebersold (SUI)       |            |
| 112        | Michael Albasini (SUI)     |            |
| 113        | Cyril Dessel (FRA)         |            |
| 114        | Martin Elmiger (SUI)       |            |
| 115        | Uroš Murn (SLO)            |            |
| 116        | Grégory Rast (SUI) (Route) |            |
| 117        | Alexandre Usov (BLR)       |            |
| 118        |                            |            |

| Liberty Seguros LIB | Liberty Seguros LIB        | Liberty Seguros LIB |
| ------------------- | -------------------------- | ------------------- |
| Num                 | Coureur                    | Pos                 |
| 121                 | Allan Davis (AUS)          |                     |
| 122                 | René Andrle (CZE)          |                     |
| 123                 | Dariusz Baranowski (POL)   |                     |
| 124                 | Giampaolo Caruso (ITA)     |                     |
| 125                 | Jan Hruška (CZE)           |                     |
| 126                 | Isidro Nozal (ESP)         |                     |
| 127                 | Javier Ramírez Abeja (ESP) |                     |
| 128                 |                            |                     |

| Euskaltel-Euskadi EUS | Euskaltel-Euskadi EUS | Euskaltel-Euskadi EUS |
| --------------------- | --------------------- | --------------------- |
| Num                   | Coureur               | Pos                   |
| 131                   | Mikel Artetxe (ESP)   |                       |
| 132                   | Koldo Fernández (ESP) |                       |
| 133                   | Markel Irizar (ESP)   |                       |
| 134                   | Iñaki Isasi (ESP)     |                       |
| 135                   | Aketza Peña (ESP)     |                       |
| 136                   | Samuel Sánchez (ESP)  |                       |
| 137                   | Aitor Silloniz (ESP)  |                       |
| 138                   | Josu Silloniz (ESP)   |                       |

| Alessio-Bianchi ALE | Alessio-Bianchi ALE           | Alessio-Bianchi ALE |
| ------------------- | ----------------------------- | ------------------- |
| Num                 | Coureur                       | Pos                 |
| 141                 | Cristian Moreni (ITA) (Route) |                     |
| 142                 | Fabio Baldato (ITA)           |                     |
| 143                 | Alessandro Bertolini (ITA)    |                     |
| 144                 | Angelo Furlan (ITA)           |                     |
| 145                 | Martin Hvastija (SLO)         |                     |
| 146                 | Ruslan Ivanov (MDA)           |                     |
| 147                 | Ellis Rastelli (ITA)          |                     |
| 148                 | Andrea Tafi (ITA)             |                     |

| Brioches La Boulangère BLB | Brioches La Boulangère BLB | Brioches La Boulangère BLB |
| -------------------------- | -------------------------- | -------------------------- |
| Num                        | Coureur                    | Pos                        |
| 151                        | Jérôme Pineau (FRA)        |                            |
| 152                        | Walter Bénéteau (FRA)      |                            |
| 153                        | Anthony Geslin (FRA)       |                            |
| 154                        | Maryan Hary (FRA)          |                            |
| 155                        | Christophe Kern (FRA)      |                            |
| 156                        | Rony Martias (FRA)         |                            |
| 157                        | Franck Renier (FRA)        |                            |
| 158                        | Matthieu Sprick (FRA)      |                            |

| FDJeux.com FDJ | FDJeux.com FDJ         | FDJeux.com FDJ |
| -------------- | ---------------------- | -------------- |
| Num            | Coureur                | Pos            |
| 161            | Baden Cooke (AUS)      |                |
| 162            | Freddy Bichot (FRA)    |                |
| 163            | Carlos Da Cruz (FRA)   |                |
| 164            | Nicolas Fritsch (FRA)  |                |
| 165            | Philippe Gilbert (FRA) |                |
| 166            | Frédéric Guesdon (FRA) |                |
| 167            | Nicolas Vogondy (FRA)  |                |
| 168            |                        |                |

| Chocolade Jacques-Wincor Nixdorf CHO | Chocolade Jacques-Wincor Nixdorf CHO | Chocolade Jacques-Wincor Nixdorf CHO |
| ------------------------------------ | ------------------------------------ | ------------------------------------ |
| Num                                  | Coureur                              | Pos                                  |
| 171                                  | Florent Brard (FRA)                  |                                      |
| 172                                  | Mauricio Ardila (COL)                |                                      |
| 173                                  | Denys Kostyuk (UKR)                  |                                      |
| 174                                  | Gerben Löwik (NED)                   |                                      |
| 175                                  | Zbigniew Piątek (POL)                |                                      |
| 176                                  | Jurgen Van de Walle (BEL)            |                                      |
| 177                                  | Geert Verheyen (BEL)                 |                                      |
| 178                                  | Cezary Zamana (POL)                  |                                      |

| Illes Balears-Banesto IBB | Illes Balears-Banesto IBB        | Illes Balears-Banesto IBB |
| ------------------------- | -------------------------------- | ------------------------- |
| Num                       | Coureur                          | Pos                       |
| 181                       | José Vicente García Acosta (ESP) |                           |
| 182                       | José Luis Arrieta (ESP)          |                           |
| 183                       | José Iván Gutiérrez (ESP) (CLM)  |                           |
| 184                       | Joan Horrach (ESP)               |                           |
| 185                       | Pablo Lastras (ESP)              |                           |
| 186                       | José Antonio Lopez (ESP)         |                           |
| 187                       | Unai Osa (ESP)                   |                           |
| 188                       | Mikel Pradera (ESP)              |                           |

| Crédit Agricole C.A | Crédit Agricole C.A     | Crédit Agricole C.A |
| ------------------- | ----------------------- | ------------------- |
| Num                 | Coureur                 | Pos                 |
| 191                 | Christophe Moreau (FRA) |                     |
| 192                 | Cédric Hervé (FRA)      |                     |
| 193                 | Sébastien Hinault (FRA) |                     |
| 194                 | Sébastien Joly (FRA)    |                     |
| 195                 | Mads Kaggestad (NOR)    |                     |
| 196                 | Eric Leblacher (FRA)    |                     |
| 197                 | Geoffroy Lequatre (FRA) |                     |
| 198                 | Damien Nazon (FRA)      |                     |

| Saunier Duval-Prodir SDV | Saunier Duval-Prodir SDV  | Saunier Duval-Prodir SDV |
| ------------------------ | ------------------------- | ------------------------ |
| Num                      | Coureur                   | Pos                      |
| 201                      | Constantino Zaballa (ESP) |                          |
| 202                      | Juan José Cobo (ESP)      |                          |
| 203                      | Ángel Gómez (ESP)         |                          |
| 204                      | Juan Gomis (ESP)          |                          |
| 205                      | Christopher Horner (USA)  |                          |
| 206                      | Manuele Mori (ITA)        |                          |
| 207                      | Francisco Ventoso (ESP)   |                          |
| 208                      | Oliver Zaugg (SUI)        |                          |

| AG2R Prévoyance AGR | AG2R Prévoyance AGR        | AG2R Prévoyance AGR |
| ------------------- | -------------------------- | ------------------- |
| Num                 | Coureur                    | Pos                 |
| 211                 | Jaan Kirsipuu (EST) (CLM)  |                     |
| 212                 | Mikel Astarloza (ESP)      |                     |
| 213                 | Nicolas Inaudi (FRA)       |                     |
| 214                 | Yuriy Krivtsov (UKR) (CLM) |                     |
| 215                 | Jean-Patrick Nazon (FRA)   |                     |
| 216                 | Christophe Oriol (FRA)     |                     |
| 217                 | Nicolas Portal (FRA)       |                     |
| 218                 | Erki Pütsep (EST) (Route)  |                     |

| Mrbookmaker.com-Palmans MRB | Mrbookmaker.com-Palmans MRB | Mrbookmaker.com-Palmans MRB |
| --------------------------- | --------------------------- | --------------------------- |
| Num                         | Coureur                     | Pos                         |
| 221                         | Benjamin Day (AUS)          |                             |
| 222                         | Andy De Smet (BEL)          |                             |
| 223                         | Frédéric Gabriel (FRA)      |                             |
| 224                         | Jeremy Hunt (GBR)           |                             |
| 225                         | Jens Renders (BEL)          |                             |
| 226                         | Erwin Thijs (BEL)           |                             |
| 227                         | Frank Vandenbroucke (BEL)   |                             |
| 228                         | Peter Wuyts (BEL)           |                             |

| RAGT Semences-MG Rover RAG | RAGT Semences-MG Rover RAG | RAGT Semences-MG Rover RAG |
| -------------------------- | -------------------------- | -------------------------- |
| Num                        | Coureur                    | Pos                        |
| 231                        | Eddy Seigneur (FRA) (CLM)  |                            |
| 232                        | Guillaume Auger (FRA)      |                            |
| 233                        | Éric Berthou (FRA)         |                            |
| 234                        | Renaud Dion (FRA)          |                            |
| 235                        | Nicolas Dulac (FRA)        |                            |
| 236                        | Frédéric Finot (FRA)       |                            |
| 237                        | Nicolas Reynaud (FRA)      |                            |
| 238                        | Christophe Rinero (FRA)    |                            |

| Domina Vacanze DOM | Domina Vacanze DOM              | Domina Vacanze DOM |
| ------------------ | ------------------------------- | ------------------ |
| Num                | Coureur                         | Pos                |
| 241                | Michele Scarponi (ITA)          |                    |
| 242                | Aleksandr Bajenov (RUS)         |                    |
| 243                | Francesco Failli (ITA)          |                    |
| 244                | Alexandr Kolobnev (RUS) (Route) |                    |
| 245                | Sergio Marinangeli (ITA)        |                    |
| 246                | Massimiliano Mori (ITA)         |                    |
| 247                |                                 |                    |
| 248                |                                 |                    |